# Nippon Maru II
Le Nippon Maru  II (ou T.S. Nippon Maru II) a été construit en 1984 sur le chantier naval Sumitomo Heavy Industries, Ltd. au Japon.
Ce quatre-mâts barque remplace le Nippon Maru, navire musée visible au Minato Mirai 21 de Yokohama. 

## Histoire

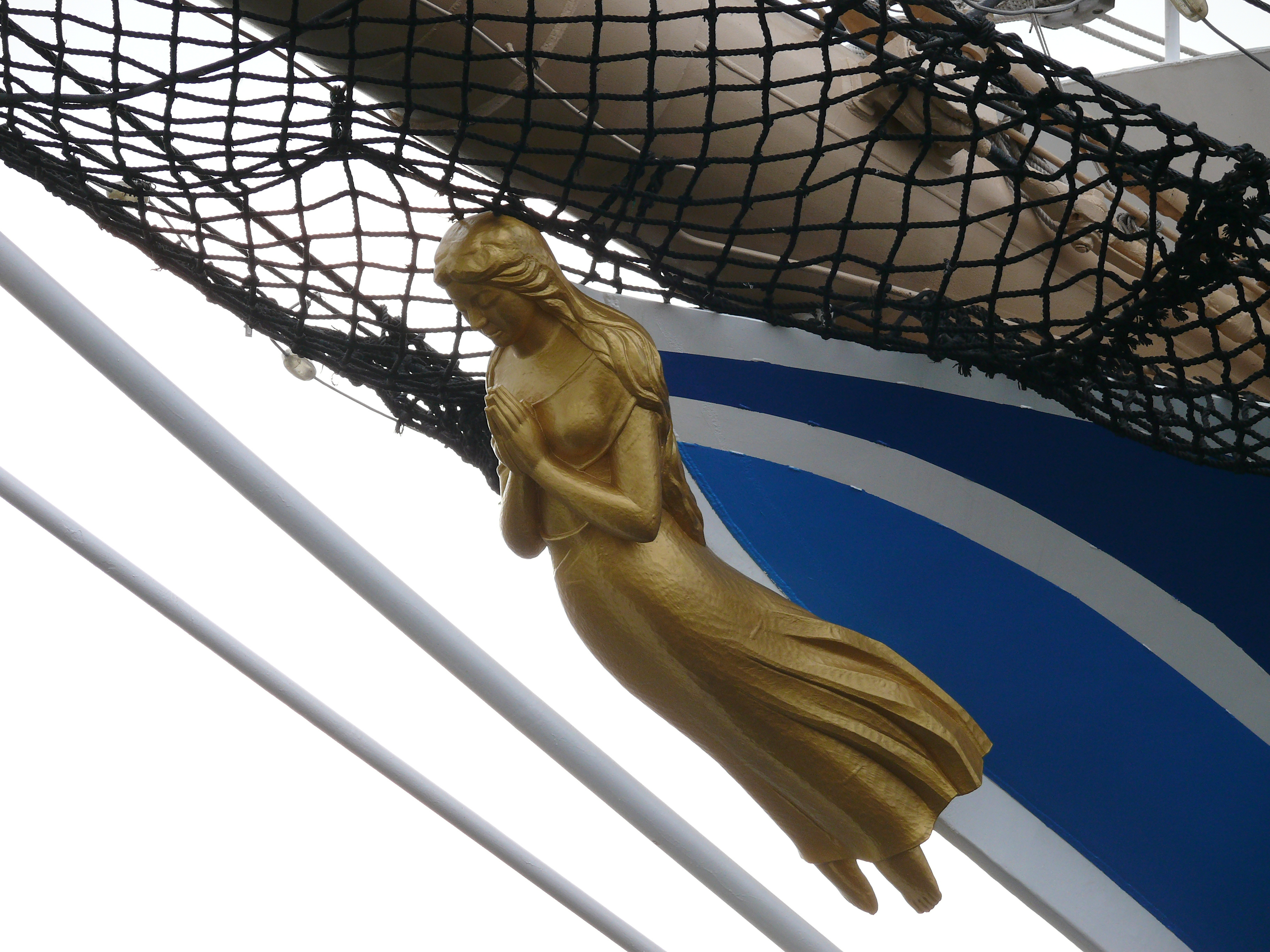
Figure de proue du Nippon Maru II

Il est géré par l'Institut national de formation pour la navigation maritime (NIST)  à Yokohama.  Il a comme sister-ship le Kaiwo Maru II, lancé en 1989.
À trois reprises, en 1986, 1989 et 1993, le Nippon Maru II a remporté le Boston Teapot Trophy. C'est le prix qui récompense chaque année le voilier le  plus rapide et qui couvre la plus grande distance sur une période de 124 heures (5 jours et 4 heures) entre le 1er janvier et le 31 décembre.